# Petar Nikolov
Petar Hrisztov Nikolov (bolgárul: Петър Христов Николов; Szófia, 1926. június 26. – ?) bolgár nemzetközi labdarúgó-játékvezető.

## Pályafutása

### Nemzetközi játékvezetés
A Bolgár labdarúgó-szövetség Játékvezető Bizottsága (JB) terjesztette fel nemzetközi játékvezetőnek, a Nemzetközi Labdarúgó-szövetség (FIFA) 1967-től tartotta nyilván bírói keretében. Több nemzetek közötti válogatott és klubmérkőzést vezetett vagy partbíróként tevékenykedett. A bolgár nemzetközi játékvezetők rangsorában, a világbajnokság-Európa-bajnokság sorrendjében többedmagával a 6. helyet foglalja el 3 találkozó szolgálatával. Az aktív nemzetközi játékvezetéstől 1976-ban búcsúzott.

#### Európa-bajnokság
Az európai-labdarúgó torna döntőjéhez vezető úton Belgiumba a IV., az 1972-es labdarúgó-Európa-bajnokságra és Jugoszláviába az V., az 1976-os labdarúgó-Európa-bajnokságra az UEFA JB játékvezetőként foglalkoztatta.
| Időpont            | Helyszín                 | Mérkőzés típusa           | Mérkőzés                  | Eredmény | Nézők száma |
| ------------------ | ------------------------ | ------------------------- | ------------------------- | -------- | ----------- |
| 1971. december 5   | Atatürk Stadion, İzmir   | előselejtező (8. csoport) | Törökország–Lengyelország | 1 : 0    | 66 000      |
| 1972. április 29.  | San Siro Stadion, Milánó | negyeddöntő első mérkőzés | Olaszország–Belgium       | 0 : 0    | 63 549      |
| 1975. november 23. | Atatürk Stadion, İzmir   | előselejtező (6. csoport) | Törökország–Szovjetunió   | 1 : 0    | 21 325      |